# Roger de Looze
Roger Léon Arthur Jules de Looze, né à Mons le 3 septembre 1922 et mort à Gaurain-Ramecroix le 10 mai 1961, était un homme politique belge.

## Biographie
Après avoir exercé la fonction d’avocat de 1956 à 1958, il fut chef de cabinet du ministre des Classes moyennes Léon Mundeleer. Il a aussi été élu conseiller communal de Mons pour le parti libéral. Il fut ensuite député et Ministre sous-secrétaire d'État à l’Énergie,.
Il est décédé en 1961, à la suite d'un accident de la circulation à Gaurain-Ramecroix.

## Carrière politique
- Conseiller communal de Mons
- Député à la chambre du 18 juin 1958 au 26 mars 1961.
- Ministre-sous-secrétaire d'État à l’Énergie dans le gouvernement Eyskens III.

## Notoriété
Une place porte son nom à Mons.